# Kanepi
Kanepi este un târgușor (centru urban) situat în partea de sud-est a Estoniei, în regiunea Põlva. Este reședința comunei Kanepi.